# Campeonato dos Quatro Continentes de Patinação Artística no Gelo de 1999
O Campeonato dos Quatro Continentes de Patinação Artística no Gelo de 1999 foi a primeira edição do Campeonato dos Quatro Continentes de Patinação Artística no Gelo, um evento anual de patinação artística no gelo organizado pela União Internacional de Patinação (em inglês:  International Skating Union) onde os patinadores artísticos competem pelo título de campeão dos quatro continentes. A competição foi disputada entre os dias 21 de janeiro e 28 de janeiro, na cidade de Halifax, Nova Escócia, Canadá.

## Eventos
- Individual masculino
- Individual feminino
- Duplas
- Dança no gelo

## Medalhistas
| Evento                        | Ouro                                      | Prata                                     | Bronze                                              |
| Individual masculino detalhes | Takeshi Honda · Japão                     | Li Chengjiang · China                     | Elvis Stojko · Canadá                               |
| Individual feminino detalhes  | Tatiana Malinina · Uzbequistão            | Amber Corwin · Estados Unidos             | Angela Nikodinov · Estados Unidos                   |
| Duplas detalhes               | Shen Xue · Zhao Hongbo · China            | Kristy Sargeant · Kris Wirtz · Canadá     | Danielle Hartsell · Steve Hartsell · Estados Unidos |
| Dança no gelo detalhes        | Shae-Lynn Bourne · Victor Kraatz · Canadá | Chantal Lefebvre · Michel Brunet · Canadá | Naomi Lang · Peter Tchernyshev · Estados Unidos     |

## Resultados

### Individual masculino
| Pos.              | Nome                 | Nacionalidade  | Pontos | PC | PL |
| ----------------- | -------------------- | -------------- | ------ | -- | -- |
| Medalha de ouro   | Takeshi Honda        | Japão          | 1.5    | 1  | 1  |
| Medalha de prata  | Li Chengjiang        | China          | 4.0    | 4  | 2  |
| Medalha de bronze | Elvis Stojko         | Canadá         | 4.5    | 3  | 3  |
| 4                 | Zhang Min            | China          | 5.0    | 2  | 4  |
| 5                 | Anthony Liu          | Austrália      | 8.5    | 5  | 6  |
| 6                 | Shepherd Clark       | Estados Unidos | 9.0    | 8  | 5  |
| 7                 | Trifun Zivanovic     | Estados Unidos | 11.5   | 9  | 7  |
| 8                 | Guo Zhengxin         | China          | 11.5   | 7  | 8  |
| 9                 | Roman Skorniakov     | Uzbequistão    | 13.0   | 6  | 10 |
| 10                | Emanuel Sandhu       | Canadá         | 14.0   | 10 | 9  |
| 11                | Jean-Francois Hebert | Canadá         | 16.5   | 11 | 11 |
| 12                | Yosuke Takeuchi      | Japão          | 18.5   | 13 | 12 |
| 13                | Timothy Goebel       | Estados Unidos | 19.0   | 12 | 13 |
| 14                | Ricky Cockerill      | Nova Zelândia  | 21.5   | 15 | 14 |
| 15                | Yuri Litvinov        | Cazaquistão    | 23.0   | 14 | 16 |
| 16                | Michael Amentas      | Austrália      | 23.5   | 17 | 15 |
| 17                | Jin Yun-Ki           | Coreia do Sul  | 25.0   | 16 | 17 |
| 18                | David del Pozo       | México         | 27.0   | 18 | 18 |

### Individual feminino
| Pos.              | Nome                    | Nacionalidade  | Pontos | PC | PL |
| ----------------- | ----------------------- | -------------- | ------ | -- | -- |
| Medalha de ouro   | Tatiana Malinina        | Uzbequistão    | 1.5    | 1  | 1  |
| Medalha de prata  | Amber Corwin            | Estados Unidos | 3.0    | 2  | 2  |
| Medalha de bronze | Angela Nikodinov        | Estados Unidos | 5.0    | 4  | 3  |
| 4                 | Erin Pearl              | Estados Unidos | 5.5    | 3  | 4  |
| 5                 | Fumie Suguri            | Japão          | 7.5    | 5  | 5  |
| 6                 | Shizuka Arakawa         | Japão          | 9.5    | 7  | 6  |
| 7                 | Jennifer Robinson       | Canadá         | 11.5   | 9  | 7  |
| 8                 | Anastasia Gimazetdinova | Uzbequistão    | 12.0   | 8  | 8  |
| 9                 | Joanne Carter           | Austrália      | 13.0   | 6  | 10 |
| 10                | Angela Derochie         | Canadá         | 15.5   | 13 | 9  |
| 11                | Yuka Kanazawa           | Japão          | 16.0   | 10 | 11 |
| 12                | Annie Bellemare         | Canadá         | 18.0   | 12 | 12 |
| 13                | Shirene Human           | África do Sul  | 18.5   | 11 | 13 |
| 14                | Lu Meijia               | China          | 22.0   | 14 | 15 |
| 15                | Pang Rui                | China          | 22.5   | 17 | 14 |
| 16                | Simone Joseph           | África do Sul  | 23.5   | 15 | 16 |
| 17                | Paula Clair Stephenson  | África do Sul  | 25.0   | 16 | 17 |
| 18                | Guinevere Chang         | Taipé Chinesa  | 27.5   | 19 | 18 |
| 19                | Rocia Salas Visuet      | México         | 28.0   | 18 | 19 |
| 20                | Maria Fernanda Puente   | México         | 30.0   | 20 | 20 |

### Duplas
| Pos.              | Nome                                      | Nacionalidade  | Pontos | PC | PL |
| ----------------- | ----------------------------------------- | -------------- | ------ | -- | -- |
| Medalha de ouro   | Shen Xue / Zhao Hongbo                    | China          | 1.5    | 1  | 1  |
| Medalha de prata  | Kristy Sargeant / Kris Wirtz              | Canadá         | 4.0    | 4  | 2  |
| Medalha de bronze | Danielle Hartsell / Steve Hartsell        | Estados Unidos | 4.5    | 3  | 3  |
| 4                 | Valerie Saurette / Jean-Sébastien Fecteau | Canadá         | 5.0    | 2  | 4  |
| 5                 | Pang Qing / Tong Jian                     | China          | 7.5    | 5  | 5  |
| 6                 | Tiffany Scott / Philip Dulebohn           | Estados Unidos | 9.0    | 6  | 6  |
| 7                 | Natalia Ponomareva / Evgeni Sviridov      | Uzbequistão    | 10.5   | 7  | 7  |
| 8                 | Irina Shabanov / Artem Knyazev            | Uzbequistão    | 12.0   | 8  | 8  |

### Dança no gelo
| Pos.              | Nome                                     | Nacionalidade  | Pontos | DC1 | DC2 | DO | DL |
| ----------------- | ---------------------------------------- | -------------- | ------ | --- | --- | -- | -- |
| Medalha de ouro   | Shae-Lynn Bourne / Victor Kraatz         | Canadá         | 2.0    | 1   | 1   | 1  | 1  |
| Medalha de prata  | Chantal Lefebvre / Michel Brunet         | Canadá         | 4.4    | 3   | 3   | 2  | 2  |
| Medalha de bronze | Naomi Lang / Peter Tchernyshev           | Estados Unidos | 5.6    | 2   | 2   | 3  | 3  |
| 4                 | Megan Wing / Aaron Lowe                  | Canadá         | 8.8    | 7   | 5   | 4  | 4  |
| 5                 | Debbie Koegel / Oleg Fediukov            | Estados Unidos | 11.2   | 4   | 6   | 7  | 5  |
| 6                 | Nakako Tsuzuki / Rinat Farkhoutdinov     | Japão          | 11.4   | 5   | 7   | 5  | 6  |
| 7                 | Zhang Weina / Cao Xianming               | China          | 12.6   | 6   | 4   | 6  | 7  |
| 8                 | Elizaveta Stekolnikova / Mark Fitzgerald | Cazaquistão    | 16.0   | 8   | 8   | 8  | 8  |
| 9                 | Rie Arikawa / Kenji Miyamoto             | Japão          | 18.8   | 9   | 10  | 10 | 9  |
| 10                | Nozomi Watanabe / Akiyuki Kido           | Japão          | 19.2   | 10  | 9   | 9  | 10 |
| 11                | Danielle Rigg-Smith / Trent Nelson-Bond  | Austrália      | 23.4   | 11  | 12  | 13 | 11 |
| 12                | Portia Duval / Francis Rigby             | Austrália      | 23.8   | 12  | 11  | 12 | 12 |
| 13                | Olga Akimova / Andrei Driganov           | Uzbequistão    | 24.8   | 13  | 13  | 11 | 13 |

## Quadro de medalhas
| Ordem | País           | Medalha de ouro | Medalha de prata | Medalha de bronze |    | Ordem por total |
| ----- | -------------- | --------------- | ---------------- | ----------------- | -- | --------------- |
| 1     | Canadá         | 1               | 2                | 1                 | 4  | 1               |
| 2     | China          | 1               | 1                |                   | 2  | 3               |
| 3     | Japão          | 1               |                  |                   | 1  | 4               |
| 3     | Uzbequistão    | 1               |                  |                   | 1  | 4               |
| 5     | Estados Unidos |                 | 1                | 3                 | 4  | 1               |
| TOTAL | TOTAL          | 4               | 4                | 4                 | 12 | —               |